# Al Jazeera Balkans

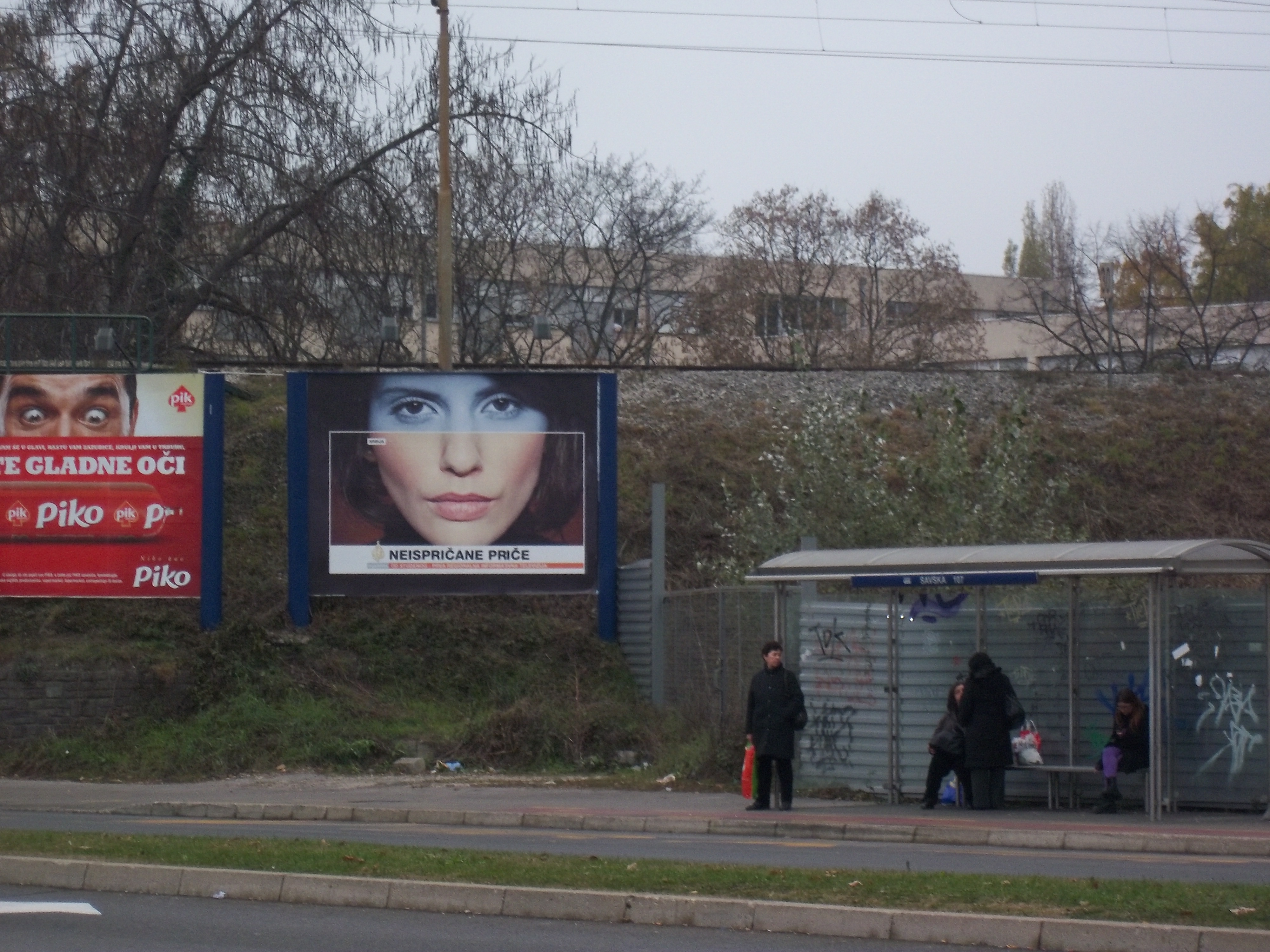
Cartel del canal en Zagreb en noviembre de 2011.

Al Jazeera Balkans (AJB) fue un canal de televisión internacional de la red Al Jazeera con sede en Sarajevo, Bosnia y Herzegovina, y dirigido al público ubicado en los países de la ex Yugoslavia. Emitía noticias y reportajes, así como documentales, debates en directo, actualidad, negocios, tecnología y deportes. 

## Historia
El 22 de septiembre de 2010, tras meses de especulación, Al Jazeera, financiada por el gobierno de Catar, anunció la compra por 1.56 millones de dólares de NTV 99, un canal local bosnio con sede en Sarajevo. Denominado Al Jazeera Balkans (AJB), el proyecto era pensado para proporcionar noticias de alta calidad y asuntos de actualidad en la región de la ex Yugoslavia, con oficinas en los Balcanes y delegaciones en lugares claves de todo el mundo.
Poco después del anuncio de la adquisición, Al Jazeera hizo un acuerdo de arrendamiento con BBI Real Estate con respecto al uso de 800m2 en los pisos superiores del ARIA Centar de Sarajevo. El canal también alquiló espacio de oficina en el edificio B2 ubicado en la parte superior de la calle Balkanska en el centro de Belgrado, frente al Hotel Moskva, convirtiéndolo en un estudio televisivo remoto.
Al mismo tiempo, comenzó a contratar personal para su operación en los Balcanes, cuyo lanzamiento estaba previsto para enero de 2011. Con la revista de noticias Slobodna Bosna informando sobre Al Jazeera Balkans ofreciendo salarios mínimos mensuales superiores a 1.000 euros, así como contratos de cinco años, la afluencia de periodistas locales interesados en el canal fue considerable.
A finales de marzo de 2011, se barajó lanzar el canal a finales de verano o principios de otoño, con el director de noticias Milić enfatizando sobre cómo Al Jazeera Balkans podría integrarse en el panorama mediático de los Balcanes: "Actualmente hay más de 100 emisoras de televisión en la región de la antigua Yugoslavia. No podemos aspirar a competir con ellas a nivel local, pero Al Jazeera ofrecerá su acceso regional, una idea que se abandonó en los años 90 debido a las guerras y las emociones que estos conflictos desencadenaron".
En los meses siguientes, Al Jazeera Balkans consideró diferentes modelos de transmisión. Durante un tiempo, consideró la idea de tomar control de algún canal local de cada uno de los países de la ex Yugoslavia y convertirlos en afiliados. Con ese fin, aparecieron noticias sobre la oferta de 25 millones de euros de Al Jazeera a la cadena serbia TV Avala. El enfoque fue confirmado por la gerente de TV Avala, Bojana Lekić, que recibió una cobertura significativa en los medios serbios, especialmente después de que apareciera información sobre el proceso de entrevista de trabajo de Al Jazeera Balkans que incluía una pregunta sobre el estatus de Kosovo. Según se informa, Al Jazeera Balkans quería saber explícitamente cuál era la postura de sus posibles empleados periodistas, en particular los de Serbia, sobre el tema de la independencia de Kosovo. Al preguntarle sobre esta práctica de contratación, el director de noticias Milić dijo: "No recuerdo específicamente si se hizo esa pregunta, pero creo que sí. Esas son las preguntas que hacemos porque necesitamos saber qué piensan nuestros periodistas sobre ciertos temas. Nuestro punto de partida es la realidad de que en esta parte del mundo algunos países reconocen a Kosovo como un estado independiente mientras que otros no".
El modelo de emisión por canales afiliados se abandonó, ya que Al Jazeera Balkans optó por acuerdos individuales con proveedores locales de cable e IPTV.  Además, decidió ofrecer cobertura terrestre en la zona de Sarajevo, así como emisión por satélite y streaming web en directo en su propia página web y en YouTube.
Con una inversión de 15 millones de euros, Al Jazeera Balkans inició sus emisiones el 11 de noviembre de 2011, lanzando su página web en el mismo día.
Al Jazeera Balkans cesó su programación informativa el 12 de julio de 2025. El último programa de noticias en directo se emitió a las 12:00, hora local, con la presentadora Dalija Hasanbegović Konaković. Tras la última emisión en directo, Al Jazeera Balkans siguió emitiendo contenidos pregrabados hasta finales de julio de 2025, fecha prevista para cesar las emisiones del canal. Al Jazeera no ha revelado públicamente los motivos detallados del cierre; sin embargo, los informes sugieren que consideraciones financieras y decisiones estratégicas de negocio influyeron significativamente. El cierre afectó a aproximadamente más de 250 empleados.

## Programación
- Al Jazeera Business
- Sportski magazin
- Oni pobjeđuju
- Recite Al Jazeeri

## Emisión
Según un informe de Associated Press, "los expertos de medios de comunicación esperan que el canal ofrezca noticias objetivas a un público que estuvo expuesto durante dos décadas a medios locales con una fuerte influencia política".
Al Jazeera Balkans contaba con un estudio moderno en Sarajevo y estudios más pequeños en Belgrado y Zagreb, así como oficinas en Skopie, Podgorica, Niš y Pristina. El canal contaba con corresponsales en Mostar y Bania Luka, así como reporteros en Washington D. C., Londres, Berlín, Viena, Moscú, Estambul y Jerusalén, utilizando los recursos de las oficinas de la red de Al Jazeera.

## Reacción y recepción

### Bosnia y Herzegovina
Con el anuncio en septiembre de 2010 de la compra de NTV 99 por parte de Al Jazeera para convertirlo en un canal de noticias para los Balcanes, Boro Kontić, director del centro de formación de periodistas Mediacenter en Sarajevo, financiado por Open Society, comparó la llegada del conglomerado mediático árabe con la atmósfera antes del inicio de la guerra de Bosnia, cuando se anunció que Sarajevo se convertiría en la sede regional del canal de televisión europeo Euronews: "La gente no teme una nueva guerra, exactamente, sino más bien agitación política. La gente siente que está siendo monitoreada, si una empresa de medios internacional tan grande se muda al mercado local. Pero tiene el potencial de convertirse en un canal de información objetivo e independiente en los Balcanes y también podría ayudar a superar los intereses mezquinos que surgieron después de la desintegración de la antigua Yugoslavia, ya sea en Croacia, Serbia, Bosnia o Montenegro". En cuanto a las perspectivas de audiencia de Al Jazeera en los Balcanes, Kontić afirmó: "Al principio, probablemente a la gente le interese verlo, porque puede que estén cansados de las cadenas de televisión locales, las llamadas cadenas públicas, pero que, en esencia, están controladas políticamente. Así que puede que les interese ver si hay una perspectiva diferente de la región desde Al Jazeera. Sin embargo, tenemos un dicho, una maravilla dura solo tres días".
Borka Rudić, secretario general de la Asociación de Periodistas de Bosnia y Herzegovina, consideró especialmente interesante la decisión de Al Jazeera de establecerse en Bosnia-Herzegovina, dado que el país carece de un mercado mediático sólido. Afirmó: "El dinero no es el motivo de la decisión de la cadena de establecerse aquí. Ninguna cadena de televisión es completamente inmune al deseo de influencia política. Creo que Al Jazeera influirá en la opinión pública de Bosnia, pero no temo el fortalecimiento de la influencia de las fuerzas islámicas radicales. No creo que la llegada de Al Jazeera aumente inmediatamente la influencia de Oriente, ni que este fuera el motivo de la instalación de Al Jazeera en Sarajevo".

### Serbia
La revelación en junio de 2011 de que Al Jazeera Balkans pedía a sus solicitantes de empleo que expresaran su posición u opinión personal con respecto al estatus internacional de Kosovo, con la respuesta potencialmente determinando si eran contratados o no, mientras que al mismo tiempo hacía una oferta de adquisición por la cadena de televisión nacional serbia TV Avala, causó mucha reacción en el país.